# Berikowo
Berikowo (maced. Бериково, alb. Berikova) – wieś w Macedonii Północnej, administracyjnie należy do Gminy Osłomej. Według danych z 2002 r. wieś zamieszkana wyłącznie przez Albańczyków.